# Neue Frankfurter Altstadt

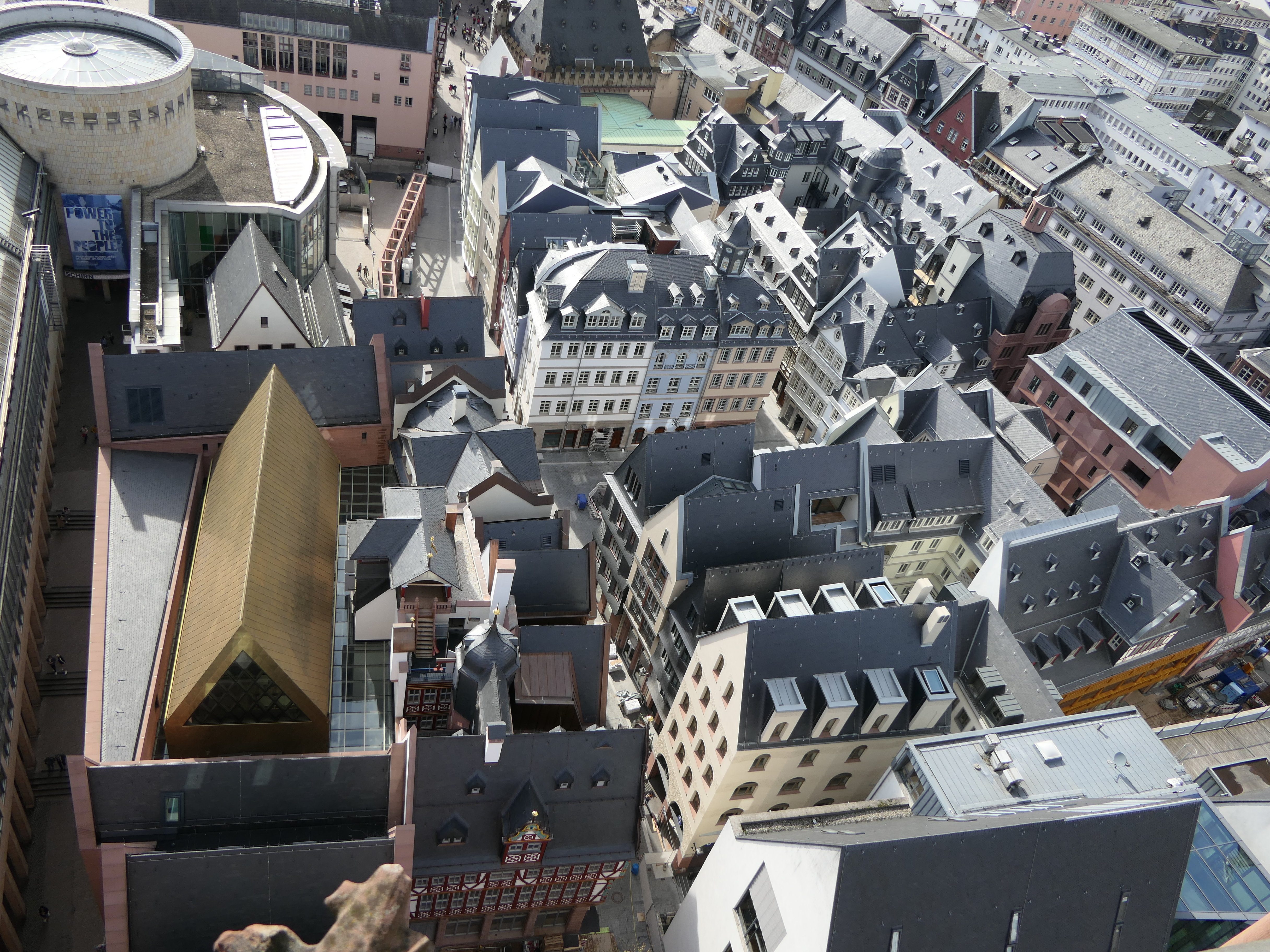
Blik vanuit de domtoren over het Dom-Römer project in april 2018.

De Neue Frankfurter Altstadt (ook bekend als het Dom-Römer-Viertel) is het centrum van de Altstadt van Frankfurt am Main, dat van 2012 tot 2018 gereconstrueerd werd. Onder de naam Dom Römer-Projekt werd een oppervlakte van 7000 m² tussen de Römerberg in het westen en de Dom in het oosten opnieuw gebouwd om de omgeving zo zijn aanzien terug te geven die het had voor de Tweede Wereldoorlog. Het gebied is de kern van de Altstadt die, tot de verwoesting tijdens de luchtaanvallen in 1944, met zijn ongeveer 1250 grotendeels uit de middeleeuwen en Renaissance stammende vakwerkhuizen een van de grootste vakwerksteden van Europa was. Vanaf de jaren zeventig tot 2010 was de site bebouwd met het Technische Rathuis en het metrostation Dom/Römer.
Enkele straten en pleintjes die verdwenen waren werden zo samen met hun historische panden gerestaureerd. In totaal werden 35 nieuwe gebouwen gebouwd waaronder 15 reconstructies van historische herenhuizen. Het meest imposante gebouw is het Haus zur Goldenen Waage.
De beslissing over de herinrichtig van de site werd in 2007 genomen. In 2012 werd de eerste steen gelegd en eind 2017 waren alle huizen grotendeels van buitenaf voltooid. Op 9 mei 2018 werden de hekken verwijderd en werd het nieuwe district toegankelijk voor het publiek.

## Voorgeschiedenis

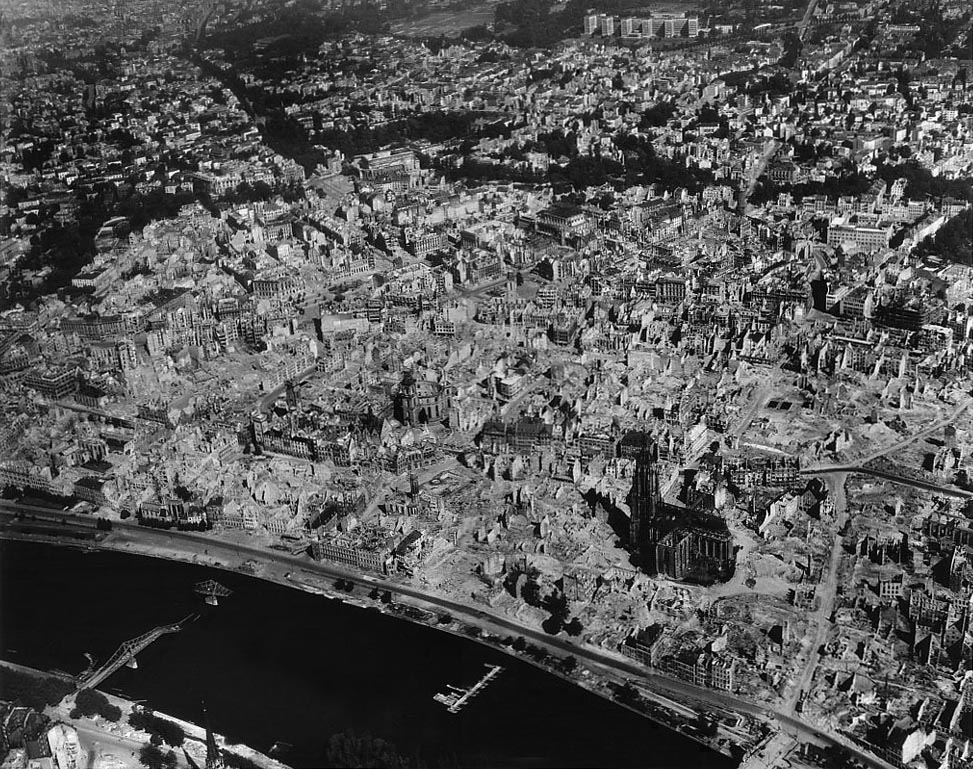
Verwoestte Altstadt na de bombardementen in 1945.

Tijdens de Tweede Wereldoorlog werd de middeleeuwse Altstadt van Frankfurt, die tot dan toe een van de best bewaarde van Midden-Europa was, compleet verwoest door bombardementen. Slechts weinige gebouwen bleven bewaard. In de jaren na de oorlog werden vele beschadigde gebouwen alsnog gesloopt ten gunste de stad autovriendelijker te maken. Het gebied tussen de Römerberg en de Dom bleef lange tijd braakliggend. In 1966 werd begonnen met de bouw van een metro, die ook door de oude binnenstad liep. In de jaren zeventig werd het Technische Rathaus gebouwd, als zetel van de technische kantoren van de stad. Hiervoor werden nog vijf oude herenhuizen, die de oorlog overleefd hadden, gesloopt. Het enorme gebouw domineerde meteen het uitzicht van de Altstadt. De bouwkosten bedroegen 93 miljoen mark. Bij graafwerken werden eerder al archeologische vondsten gedaan van de begindagen van Frankfurt. Deze werden toegankelijk gemaakt voor het publiek in een soort van archeologische tuin. Er kwam ook een ondergrondse parkeergarage waardoor het gebied 2 meter hoger kwam te liggen als voor de oorlog.
In 1994 verkocht de stad Frankfurt het technische stadhuis voor 148 miljoen mark aan de Deutsche Immobilien Leasing (DIL), een dochteronderneming van de Deutsche Bank. Tegelijkertijd werd het gebouw terug verhuurd aan de stad met de optie om het in 2006, na het verstrijken van de huurovereenkomst, voor 135 miljoen mark teurg te kopen.

## Planning

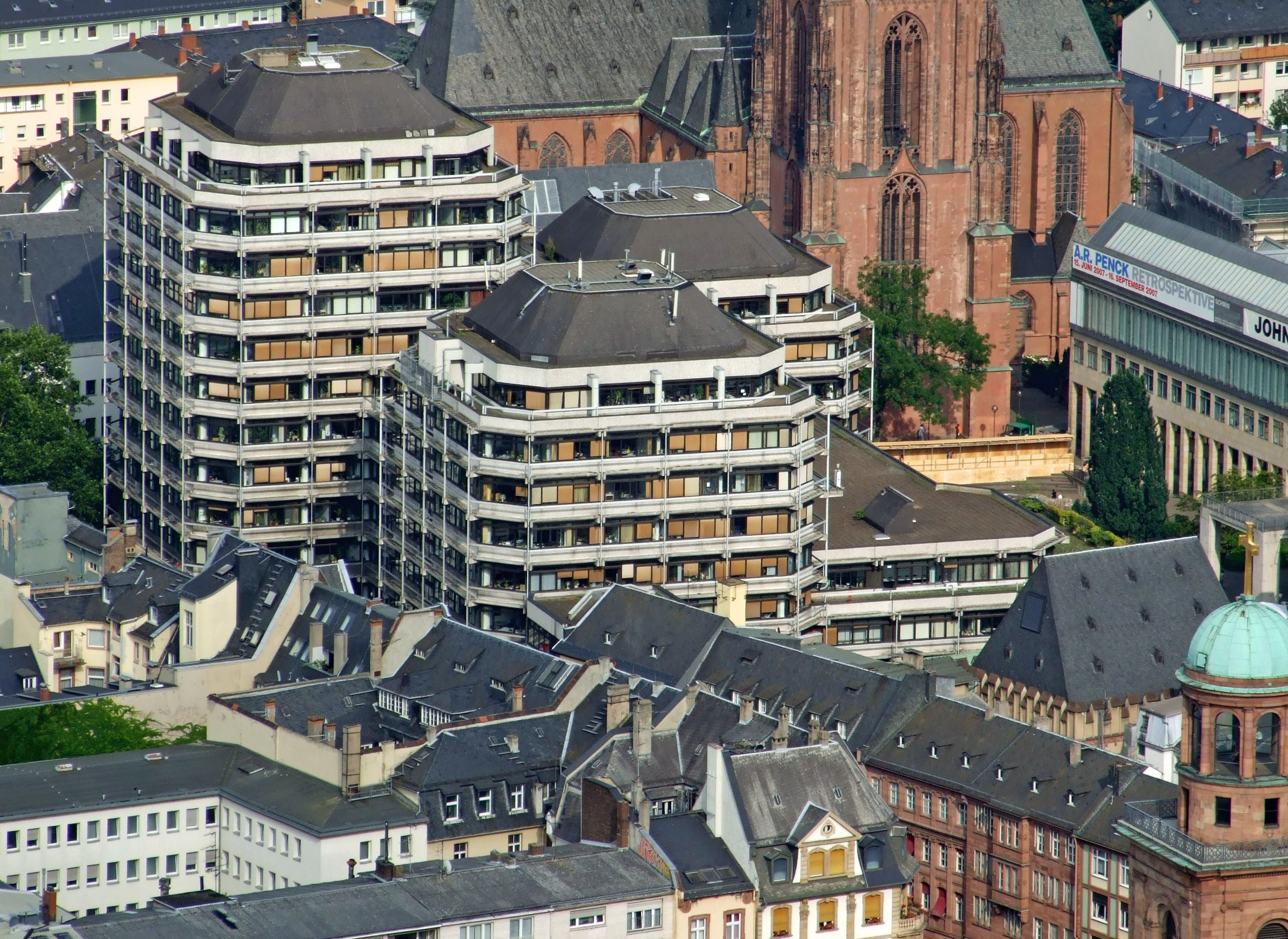
Technische Rathaus

In 2004 werd een plan gemaakt om het Rathaus te verbouwen, in twee te delen en er ook appartementen van te maken, uiteindelijk gingen deze plannen niet door. Er werd geopperd om het gebouw af te breken en nieuwe gebouwen in oude stijl te bouwen. Ook wilde men de Kronungsweg herstellen. Dit is de bijnaam van de alte Markt, waarlangs van de veertiende tot achttiende eeuw zestien keizers van het Heilige Roomse Rijk gekroond werden.
Er kwamen verschillende voorstellen van architectenbureaus maar de gemeenteraad vond deze vaak nog te modern en er werd gekozen om de gebouwen zo nauwkeurig mogelijk te herstellen in 2005. Er werd een commissie opgericht, zoals die ook eerder in de jaren tachtig opgericht werd toen op het Römerplein het oostelijke gedeelte (Samtagsberg) heropgebouwd werd. Er zouden vier belangrijke gebouwen herbouwd worden en een aantal in historische stijl.
In 2007 werd het Technische Rathaus voor 72 miljoen euro terug eigendom van de stad. Intussen zouden al zes tot zeven huizen volledig heropgebouwd worden. In 2010 was dit aantal al gestegen tot acht. In 2012 toen de plannen een concrete vorm gekregen hadden werd dit aantal op 15 reconstructies gebracht en 20 nieuwe woningen in historische stijl. De verdwenen Hühnermarkt werd aan drie zijden gereconstrueerd en zou het centrum worden van de nieuwe Altstadt.

## Bouw

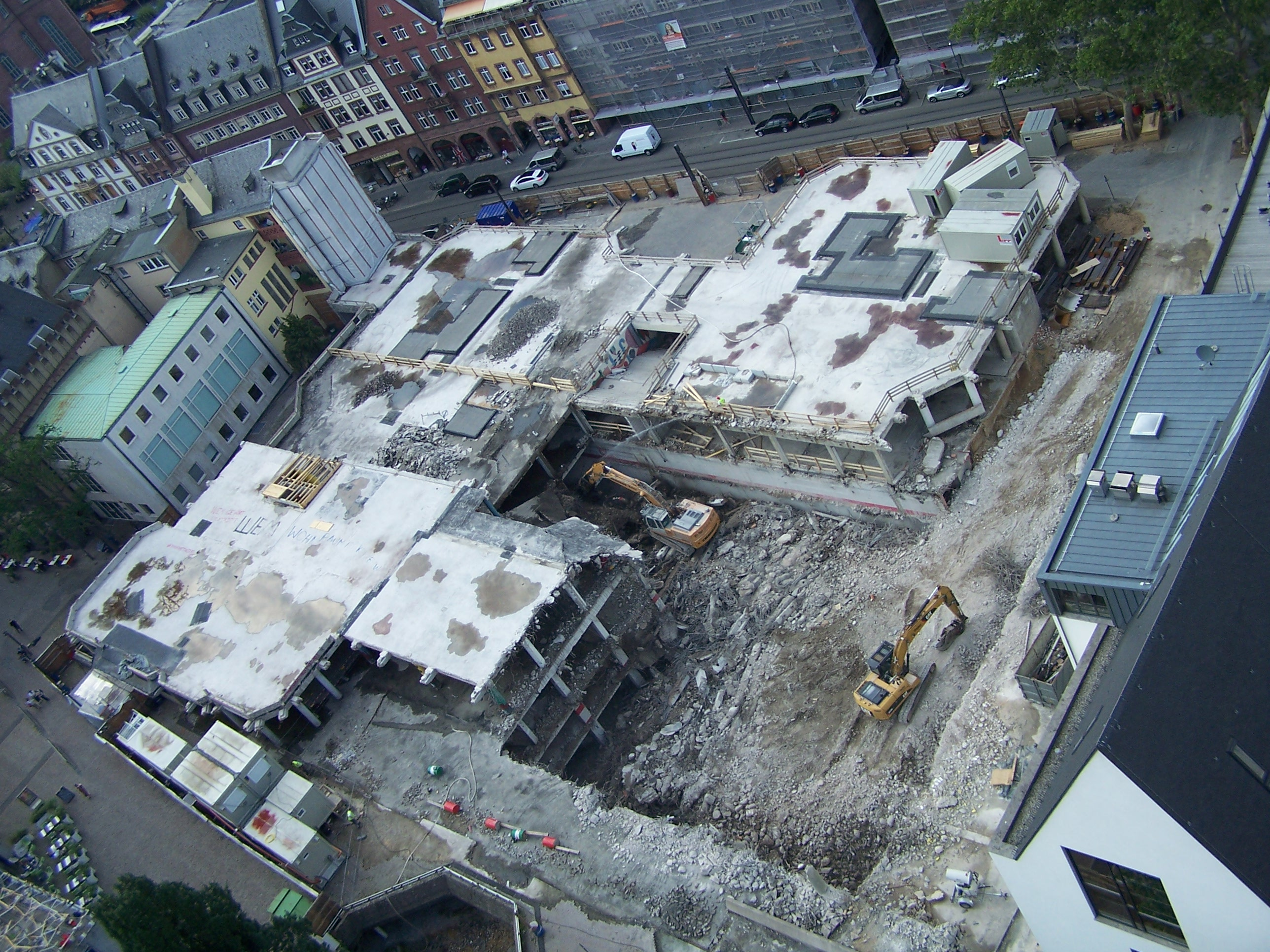
Site na de sloop van het Technische Rathaus.

In april 2010 werd met het project begonnen met de afbraak van het Technische Rathaus, dit duurde tot begin 2012. Op 23 januari 2012 werd de eerste steen gelegd voor de nieuwe bouw. In 2015 werd bekend dat de bouwkosten van het project 185,7 miljoen euro zouden bedragen. In 2016 werd het eerste herenhuis geopend. De opbrengst van 65 appartementen in de huizen bracht de stad zo'n 90 miljoen euro op. Op 9 mei 2018 werd de hele site eindelijk open gesteld voor pubiek. Eind september 2018 werd een Altstadtfest gegeven waarnaar 250.000 bezoekers kwamen.

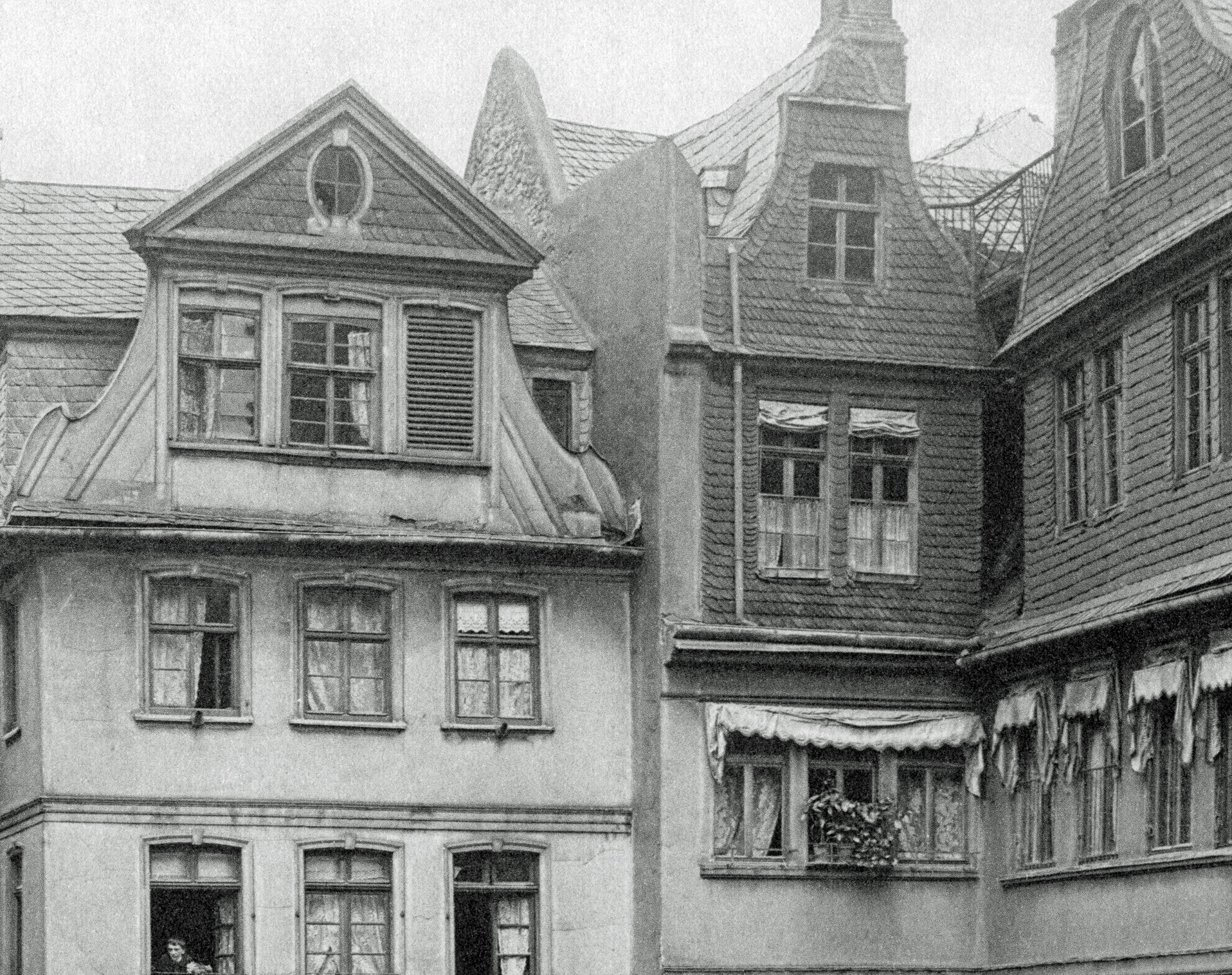
Façade Hühnermarkt, voor de verwoesting in 1944
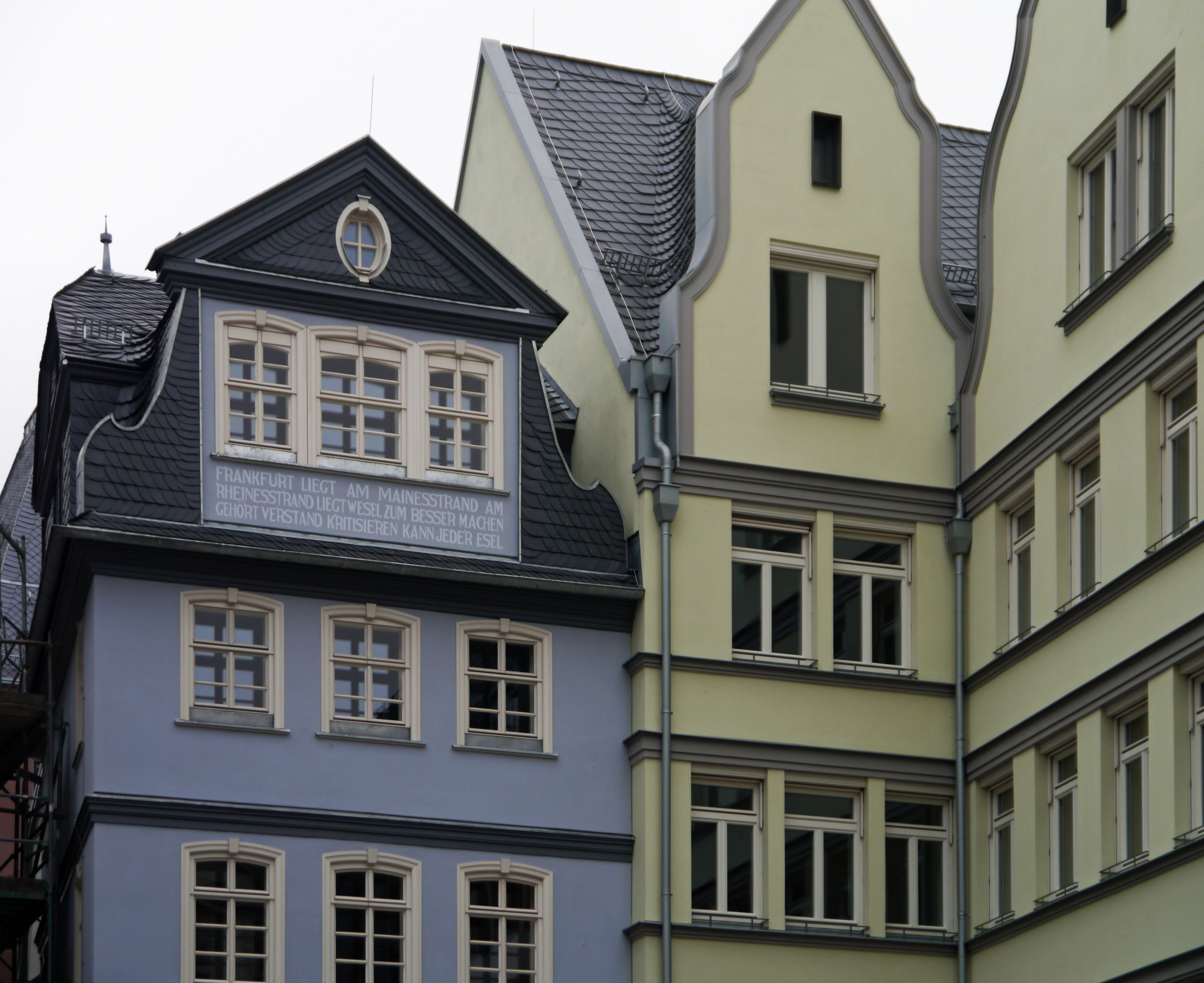
Gereconstrueerde gebouw in 2018